# Mercedes-Benz W124
O Mercedes-Benz W124 é uma linha de automóveis do segmento E produzidos pela Daimler-Benz de 1984 a 1997. A linha incluía diversas configurações de carroceria e, embora coletivamente chamados de W-124, as designações oficiais do chassi interno variavam de acordo com o estilo da carroceria: sedã (W 124); perua (S 124); cupê (C 124); conversível (A 124); limusine (V 124); chassi (F 124); e chassi com longa distância entre eixos (VF 124).
A partir de 1993, a série 124 foi oficialmente comercializada como Classe E. O W 124 sucedeu a série 123 a partir de 1984 e foi sucedido pelo W 210 Classe E (sedãs, peruas e cupês) após 1995, e pelo C 208 Classe CLK (cupês e conversíveis) em 1997.
Na América do Norte, o W124 foi lançado no início de novembro de 1985 como modelo de 1986 e comercializado até o ano-modelo de 1995. A produção em série começou no início de novembro de 1984, com apresentação à imprensa na segunda-feira, 26 de novembro de 1984, em Sevilha, na Espanha, e entregas aos clientes e lançamento no mercado europeu a partir de janeiro de 1985.